# Viviparus ater
Viviparus ater is een slakkensoort uit de familie van de Viviparidae. De wetenschappelijke naam van de soort is voor het eerst geldig gepubliceerd in 1832 door De Cristofori & Jan.